# Pierre Obambi
Pour les articles homonymes, voir Obambi.
 (février 2018).
Si vous disposez d'ouvrages ou d'articles de référence ou si vous connaissez des sites web de qualité traitant du thème abordé ici, merci de compléter l'article en donnant les références utiles à sa vérifiabilité et en les liant à la section « Notes et références ».

## Biographie
Détenteur d’un Doctorat de 3e cycle en Socio-économie du développement, obtenu en France à la Sorbonne Paris V, Pierre Obambi est administrateur des SAF en chef hors classe de 3e échelon[réf. nécessaire].

### Carrière politique
De 2003 à 2008 il est tour à tour Directeur de Cabinet du Premier Vice-président de l’Assemblée nationale et Directeur de Cabinet du Président du Parlement de la CEMAC puis de 2002 à 2012, il a supervisé l’activité du Secrétariat de séance des services du Secrétariat Général. Il est chargé des relations avec les Députés, des Commissions Permanentes et les Groupes Parlementaires
.

## Publications
- Thèse de Doctorat en histoire, soutenue à Montpellier en 1991 : Histoire militaire du Congo des conquêtes négrières à l'occupation coloniale (milieu du XVIe siècle à 1960 : continuité ou rupture)[1]